# 353577 Gediminas
353577 Gediminas este o planetă minoră (asteroid) din centura de asteroizi. A fost descoperită pe 5 ianuarie 2008 la Baldone⁠(d) de Kazimieras Černis⁠(d) și a fost numită după Gediminas. 
Obiectul prezintă o orbită caracterizată de o semiaxă mare de 2,8683546738714 UAi, o excentricitate de 0,06, o înclinație de 1,1 ° în raport cu ecliptica.